# Santiago de Cassurrães
Santiago de Cassurrães ist ein Ort und eine ehemalige Gemeinde (Freguesia) im portugiesischen Kreis Mangualde. Die Gemeinde hatte 1221 Einwohner (Stand 30. Juni 2011).
Am 29. September 2013 wurden die Gemeinden Santiago de Cassurrães und Póvoa de Cervães zur neuen Gemeinde União das Freguesias de Santiago de Cassurrães e Póvoa de Cervães zusammengeschlossen. Santiago de Cassurrães ist Sitz dieser neu gebildeten Gemeinde.